# John Stahl
John Malcolm Stahl (właśc. Jacob Morris Strelitsky; ur. 21 stycznia 1886 w Baku, zm. 12 stycznia 1950 w Los Angeles) – amerykański reżyser filmowy i producent. Był także członkiem założycielem Amerykańskiej Akademii Sztuki i Wiedzy Filmowej (AMPAS).

## Wybrana filmografia
producent
- 1921: The Child Thou Gavest Me
- 1928: Prowlers of the Sea
- 1934: Imitacja życia
- 1941: Our Wife

reżyser
- 1914: A Boy and the Law
- 1925: Fine Clothes
- 1934: Imitacja życia
- 1944: Klucze królestwa
- 1949: Father Was a Fullback

## Wyróżnienia
Posiada swoją gwiazdę na Hollywoodzkiej Alei Gwiazd.